# Zoonavena sylvatica
El vencejo indio o rabitojo hindú (Zoonavena sylvatica) es una especie de ave apodiforme de la familia Apodidae.
Vive en la costa suroeste y en el centro de la India y al sur del Himalaya, en altitudes de hasta 1 700 m sobre el nivel del mar. Habita en bosques y se alimenta de todo tipo de insectos, siendo frecuente verlos alimentarse en grupos de hasta 50 individuos y también sobre lagos y cursos de agua tranquilos.
Mide unos 11  de longitud, 14 cm de envergadura y pesa alrededor de 18 gr.